# Pierre Prévert
Pour les articles homonymes, voir Prévert (homonymie).
Pierre Prévert est un cinéaste français, né le 26 mai 1906 à Neuilly-sur-Seine et mort le 5 avril 1988 à Joinville-le-Pont.
Il est le frère de Jacques Prévert, auquel il a consacré un documentaire, Mon frère Jacques, et le père de Catherine Prévert, scripte.

## Biographie
Pierre est de six ans le benjamin de Jacques Prévert. Il est le premier de la famille à travailler dans le cinéma, comme projectionniste chez « Erka-Prodisco ». On est alors dans les années 1925-1930 et les studios de cinéma de Joinville-le-Pont et de Saint-Maurice attirent tous ceux qui veulent se lancer dans la carrière.
Pierre Prévert va de petit boulot en petit boulot (figuration, assistant), jusqu'en 1928 où il tourne avec son frère Jacques et Marcel Duhamel (plus tard fondateur de la Série noire) Souvenir de Paris, film qui, modifié et enrichi d'images en couleurs, sortira en 1959 (avec un prix au festival de Cannes sous le titre de Paris la belle).
Pierre Prévert apprend son métier au contact de très grands metteurs en scène apparaissant éventuellement devant la caméra avec Yves Allégret, Luis Buñuel, Jean Renoir, Jean Vigo, etc.
En 1932, Pierre réalise L'affaire est dans le sac aux Studios Pathé-Natan à Joinville-le-Pont avec quelques scènes d'extérieurs, dont une sur le pont nommé depuis d'après le titre du film.
Par la suite, Pierre Prévert continuera à travailler comme assistant sur plusieurs films de Richard Pottier avant de réaliser en 1943 Adieu Léonard puis Voyage Surprise (en 1946) sur des scénarios de son frère.
La réussite commerciale n'était pas au rendez-vous et certains analystes constatent que les films des frères Prévert sont ceux qui contiennent à l'état pur et sans autocensure l'esprit dévastateur de Jacques… Mais les moyens financiers manquent à Pierre pour suivre totalement son frère : « En France, nous n’avons pas beaucoup le sens du gag » constate-t-il. « Pour un film comique, il faudrait davantage de temps que pour un film dramatique. C'est terrible, car il est trop souvent méprisé du public qui a honte de rire. »
En 1951, Pierre Prévert devient le directeur artistique d'un cabaret rive gauche à Paris La Fontaine des Quatre-Saisons. Les spectateurs pourront y entendre et voir Boris Vian, Maurice Béjart, Guy Bedos et bien d'autres artistes, souvent à leurs débuts professionnels.
Au terme d'une audition, la chanteuse Barbara sera engagée comme plongeuse pour cause de programmation bouclée.
Dans les années 1960, Pierre Prévert tourne pour la télévision plusieurs films (longs ou courts) : Le Perroquet du fils Hoquet (1963), Le Petit Claus et le Grand Claus (1964, d'après le conte Petit Claus et Grand Claus de Hans Christian Andersen), La Maison du passeur (1965), À la Belle Étoile (1966) et Les Compagnons de Baal (1966-67), etc.
Pour France Culture il enregistre La Reine du Sabbat d'après Gaston Leroux.
En 1961, Pierre Prévert réalise un film documentaire intitulé Mon frère Jacques, qui est une sorte de biographie du poète.
Pierre Prévert est mort en avril 1988 à Joinville-le-Pont où il est enterré.

## Filmographie

### Cinéma
- 1928 : Souvenir de Paris, coréalisation avec Jacques Prévert et Marcel Duhamel
- 1932 : L'affaire est dans le sac
- 1933 : Monsieur Cordon, scénario de Jean Aurenche
- 1935 : Le commissaire est bon enfant, le gendarme est sans pitié, coréalisation avec Jacques Becker
- 1943 : Adieu Léonard
- 1946 : Voyage Surprise
- 1958 : Paris mange son pain
- 1960 : Paris la belle

### Télévision
- 1961 : Mon frère Jacques
- 1963 : Le Perroquet du fils Hoquet
- 1964 : Le Petit Claus et le Grand Claus
- 1965 : La Maison du passeur
- 1966 : À la belle étoile
- 1966 : Les Compagnons de Baal

### Assistant réalisateur
- 1929 : Le Petit Chaperon rouge, d'Alberto Cavalcanti
- 1931 : La Chienne de Jean Renoir
- 1931 : Baleydier de Jean Mamy
- 1932 : Fanny de Marc Allégret
- 1934 : L'hôtel du libre échange de Marc Allégret
- 1935 : Fanfare d'amour de Richard Pottier
- 1935 :  Un oiseau rare de Richard Pottier
- 1935 :  Le Disque 413 de Richard Pottier
- 1936 : Moutonnet, de René Sti
- 1936 :   27 rue de la Paix de Richard Pottier
- 1937 :  Lumières de Paris de Richard Pottier
- 1937 : Drôle de drame de Marcel Carné
- 1937 : Mollenard de Robert Siodmak
- 1938 : Le Récif de corail de Maurice Gleize
- 1945 : Félicie Nanteuil de Marc Allégret

### Acteur
- 1929 : Le Petit Chaperon rouge, d'Alberto Cavalcanti
- 1930 : La Joie d'une heure d'André Cerf
- 1930 : L'Âge d'or de Luis Buñuel
- 1931 : Baleydier de Jean Mamy
- 1931 : Les Amours de minuit de Augusto Genina et Marc Allégret
- 1932 : Fanny de Marc Allégret
- 1934 : L'Atalante, de Jean Vigo
- 1935 : Un oiseau rare de Richard Pottier
- 1935 : Le commissaire est bon enfant, le gendarme est sans pitié, court métrage de Jacques Becker + coréalisation
- 1937 : Drôle de drame de Marcel Carné
- 1943 : Le soleil a toujours raison de Pierre Billon
- 1943 : Les Deux Timides d'Yves Allégret
- 1945 : Félicie Nanteuil de Marc Allégret

## Commentaires
Dans sa  biographie de Jacques Prévert (Jacques Prévert, celui qui rouge de cœur, édition revue et augmentée, 1994, p. 239-241), Danièle Gasiglia-Laster souligne l'intérêt documentaire du film de Pierre Prévert  Mon frère Jacques, réalisé en 1961 pour la télévision belge :
«  Le poète en arrive même à parler des amis qu'il n'a pas connus dans cette existence et, au milieu d'une conversation avec Bussières sur le groupe Octobre, devant l'acteur stupéfait, il se met à évoquer Marcel Proust.[...] Au début on le sent un peu gêné par la caméra et on le trouve, contrairement à sa réputation, bien silencieux. Mais le moment va venir où les opérateurs se feront oublier et où il s'engagera dans un long commentaire sur la poésie, adressé à son ami René Bertelé. Alors, Pierre Prévert fixe sur la pellicule ces instants extraordinaires où Jacques s'envole en un jaillissement de paroles.[...] Le film offre des témoignages passionnants sur la genèse d'un grand nombre des œuvres cinématographiques de Prévert (qui s'entretient avec Carné, Jean Gabin, Arletty, Pierre Brasseur...) mais aussi littéraires. Jacques parle notamment du nouveau livre qu'il est en train de préparer avec Joan Miro : Adonides. Plus loin, Danièle Gasiglia-Laster rappelle un autre téléfilm, très savoureux, réalisé par Pierre : Dans  La Maison du passeur, tourné également pour la télévision, Pierre et Jacques Prévert s'en prennent avec un humour ravageur aux anciens combattants qui vivent dans le souvenir de leurs exploits guerriers.  »
Carole Aurouet écrit dans Jacques Prévert portrait d'une vie (Ramsay, 2007, 239 p., p. 208-209), :
«  En 1961, Pierre décide de réaliser un documentaire sur son aîné pour la télévision belge ;  il est produit par la Cinémathèque royale de Belgique, ainsi que par la RTBF. Le tournage s’étend sur quatre jours dans l’appartement de la cité Véron. Comment se déroule cette réalisation ? Jacques évoque avec ses amis, qui lui rendent visite à son domicile, ses multiples activités passées. Des bancs-titres et des extraits de films viennent illustrer leurs propos. Diffusé en octobre et novembre 1961 sur la télévision belge, Mon frère Jacques passe sur les ondes françaises en novembre 1991 sur FR3, dans l’émission Océaniques. En 2004, Catherine Prévert en présente un nouveau montage en DVD (Doriane Films). Malheureusement, elle doit supprimer des passages ayant subi des altérations au niveau du son et de l’image, et agence de ce fait des séquences de manière différente. Toutefois, elle peut ajouter de nombreux éléments, comme un plan de Prix et profits, mis en scène par Yves Allégret et dans lequel Jacques et Pierre font de la figuration, ou encore le court-métrage La Pêche à la baleine réalisé par Bonin/Tchimoukow. Elle rend aussi de la couleur à des documents qui ne pouvaient être filmés à l’époque qu’en noir et blanc : les collages de Jacques, les images d’Elsa Henriquez, les maquettes de décors d’Alexandre Trauner, les dessins animés de Paul Grimault, les tableaux de Tanguy, Miró, Léger...  »

## Récompenses et distinctions
- Festival de Cannes 1960 : meilleur court métrage pour Paris la belle

### Radio
- [audio] Jean-Pierre Pagliano, Le Cinéma des frères Prévert, France Culture (Mardis du cinéma). Première diffusion : 4 juillet 1989. Avec la participation de Paul Grimault, Roger Pigaut, Maurice Baquet, Philippe Haudiquet, Jacques Derlon et André Heinrich. Avec les voix de Jacques et Pierre Prévert et des extraits de leurs films.